# Leptolalax kecil
Leptolalax kecil  — вид жаб родини азійських часничниць (Megophryidae).

## Поширення
Ця жаба є ендеміком Малайзії, поширена у нагір'ї Камерон. Відома тільки по типовій місцевості, але, як очікується, поширений ширше по всьому нагір'ї.

## Опис
Це жаба дрібних розмірів. Самці описані 19-21 мм завдовжки та єдина відома самиця була завдовжки 25 мм (0,98 дюйма). Самці виду виловлені вночі на землі поблизу струмків.